# 岡沢健二
岡沢 健二（おかざわ けんじ、1945年 <昭和20年> – 2020年 <令和2年> 1月、別表記 : 岡澤 健二）は、日本の政治家。自由民主党、大阪維新の会所属。大阪府議会議員（5期）、大阪府議会議長を歴任。旭日小綬章受章者。

## 来歴
大阪府議会議員となり、2014年5月に第107代大阪府議会議長就任。同年8月の臨時議会運営に問題があったとして、翌9月公明党、自民党など野党各会派が岡沢の議長不信任決議を提出し、賛成多数で可決した。なお当時同議会議員において、岡沢が所属していた大阪維新の会は第１党だが過半数に満たなかった。同議会での議長不信任案可決は初めてだったが法的拘束力はなく、岡沢はその後も議事進行にあたり、野党側も応じた。
不動産事業を行いながら、2019年以降は長男の龍一に地盤を継承した。2020年1月死去。

## 選挙歴
- 2003年4月 大阪府議会議員選挙 枚方市選挙区 (定数5) で5位当選(3選)[5]
- 2011年4月 大阪府議会議員選挙 枚方市選挙区 (定数5) で1位当選(4選)[6]
- 2015年4月 大阪府議会議員選挙 枚方市選挙区 (定数4) で1位当選(5選)[7]

## 栄典
- 2019年11月 令和元年秋の叙勲で旭日小綬章を受章[2]